# Ullevaal-Stadion
Das Ullevaal-Stadion ist ein Fußballstadion in der norwegischen Hauptstadt Oslo. Es ist seit 1991 komplett im Besitz des norwegischen Fußballverbandes Norges Fotballforbund (NFF). Die norwegische Fußballnationalmannschaft trägt nahezu alle ihrer Heimspiele im Nationalstadion aus. Zusätzlich war es die Heimspielstätte der Fußballvereins Vålerenga Oslo von 1999 bis 2017. Von 1926 bis 2009 war der FC Lyn Oslo bis zur Auflösung des Vereins im Stadion beheimatet. Seit 1948 ist das Stadion ständiger Austragungsort des Pokalfinales der Männer. Von 1978 bis 2005 trugen auch die Frauen ihr Pokalfinale im Ullevaal aus.
Heute ist das Ullevaal-Stadion nach mehreren Renovierungen bzw. Umbauten ein reines Fußballstadion mit 25.572 überdachten Sitzplätzen (24.082 Sitzplätze, 1.470 V.I.P.-Plätze, 20 behindertengerechte Plätze).

## Geschichte
Das Ullevaal-Stadion wurde im Jahr 1926 erbaut und am 26. September des Jahres vom norwegischen Kronprinzen Olav V. eröffnet. Es wurde als Multifunktionsstadion mit Leichtathletikanlage erbaut. Die Kapazität des Ullevaal-Stadions lag damals bei 35.000 Zuschauern. Das erste Spiel gewann Lyn Oslo, verstärkt durch lokale Spieler, gegen die schwedische Mannschaft Örgryte IS mit 5:1. Das erste Länderspiel war am 29. Mai 1927, als Norwegen gegen Dänemark (0:1) spielte. Im Jahr 1938 wurde ein neuer Rang an der Westseite eingeweiht. Im gleichen Jahr gab es Pläne, das Stadion auf 45.000 Plätze auszubauen. Das Vorhaben verhinderte aber der Zweite Weltkrieg. Während des Krieges wurde das Stadion als Kaserne genutzt.
Zu einem Spiel der nordischen Fußballmeisterschaft zwischen Norwegen und Dänemark (0:2) am 11. September 1949 kamen 38.085 Zuschauer in die Sportstätte. Da ist bis heute Zuschauerrekord für ein Fußballspiel im Ullevaal-Stadion. 1985 wurde mit dem Neubau der Westtribüne die Leichtathletikanlage entfernt. Die Ränge im Norden und Osten wurden 1991 neu errichtet. Die jetzige Haupttribüne im Süden ist ein Bau aus dem Jahr 1998. 2002 wurde zum 100. Geburtstag des Norges Fotballforbund für 13 Millionen NOK (ca. 1,76 Millionen Euro) ein Fußballmuseum im Stadion eingerichtet.
Am 8. Oktober 2012 wurde der Ausbau der Westtribüne angekündigt. Die Betriebsgesellschaft Ullevaal Stadion Idrett A/S hat das Bauunternehmen Veidekke ASA mit der Bauausführung beauftragt. Für 180 Millionen NOK (etwa 24,3 Millionen Euro) erhält das Stadion 3.000 zusätzliche Plätze, sodass die Gesamtzahl bei Fertigstellung bei 28.500 liegen wird. Hinzu kommt u. a. ein VIP-Bereich mit 800 m2 in der sechsten Etage und 160 Büroräumen in der fünften Etage. Des Weiteren wird das Fundament mit 800 Tonnen Stählpfählen verstärkt, die in den felsigen Untergrund getrieben werden. Die Tribüne erhält eine neue Überdachung, die dann auf gleicher Höhe mit den drei anderen Rängen sein wird. Die Baumaßnahmen sollen noch im Oktober 2012 beginnen bis Ende 2013 abgeschlossen sein.
2012 wurde eine Umfrage von der Norwegischen Spielervereinigung durchgeführt. Ullevaal wurde mit einer Punktzahl von 4,47 auf einer Skala von eins bis fünf als bestes Stadion der Liga von den Kapitänen der Auswärtsmannschaften eingestuft.

## Verkehrsanbindung
Das Stadion liegt im Herzen von Oslo und ist mit den U-Bahn-Linien 3, 4, 5 und 6 (Haltepunkt Ullevål stadion) zu erreichen, ebenso mit den Buslinien 22, 23 und 25 und über den „Ring 3“ Abfahrt „Ullevaal“.

## Galerie

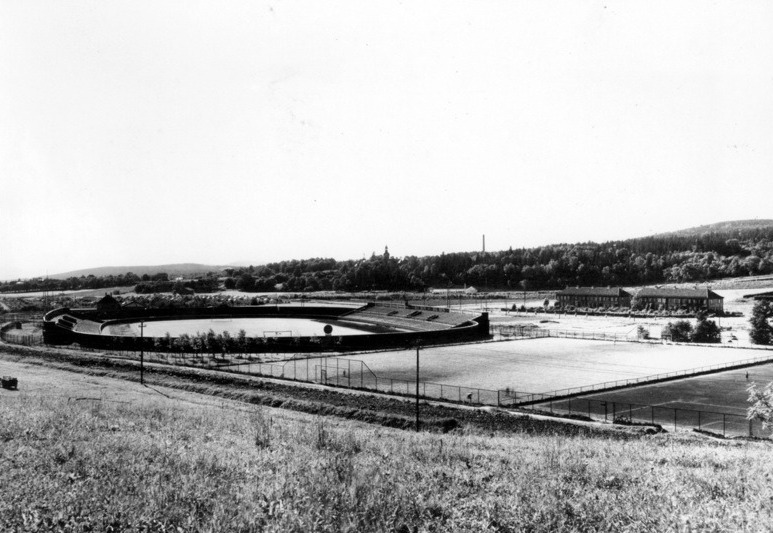
1930
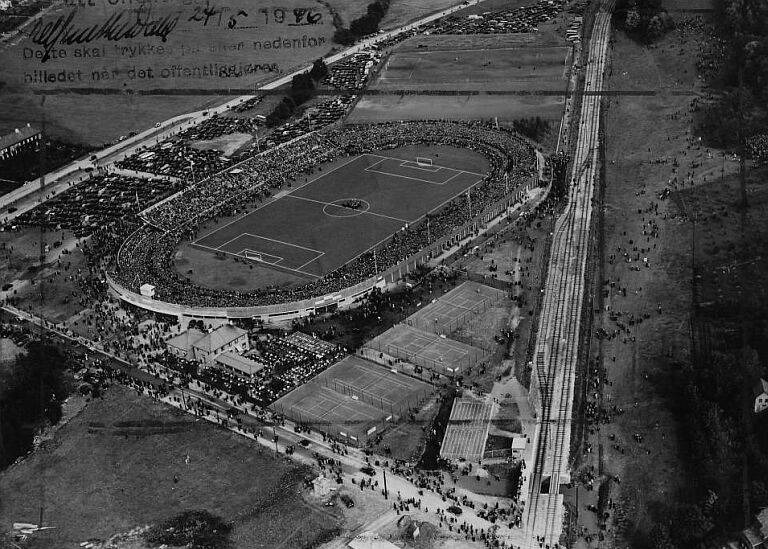
1935
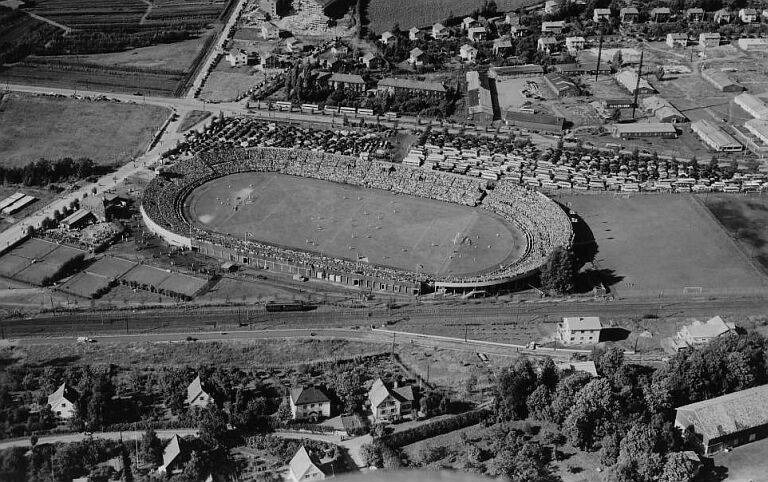
1951
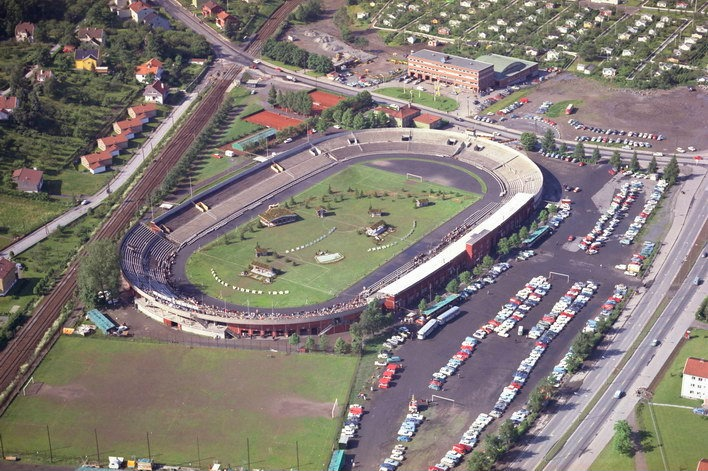
1965
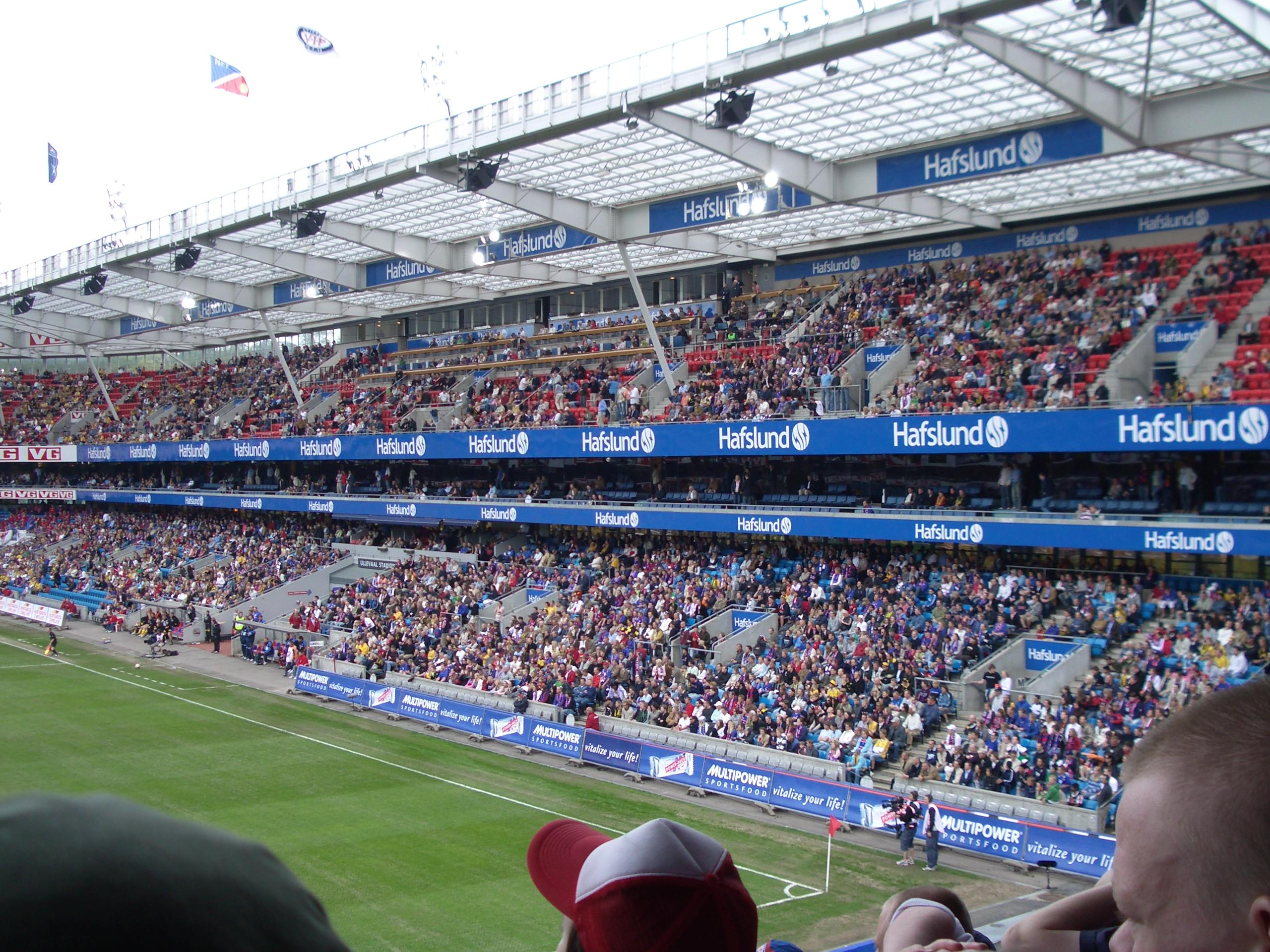
Die Haupttribüne im Mai 2006
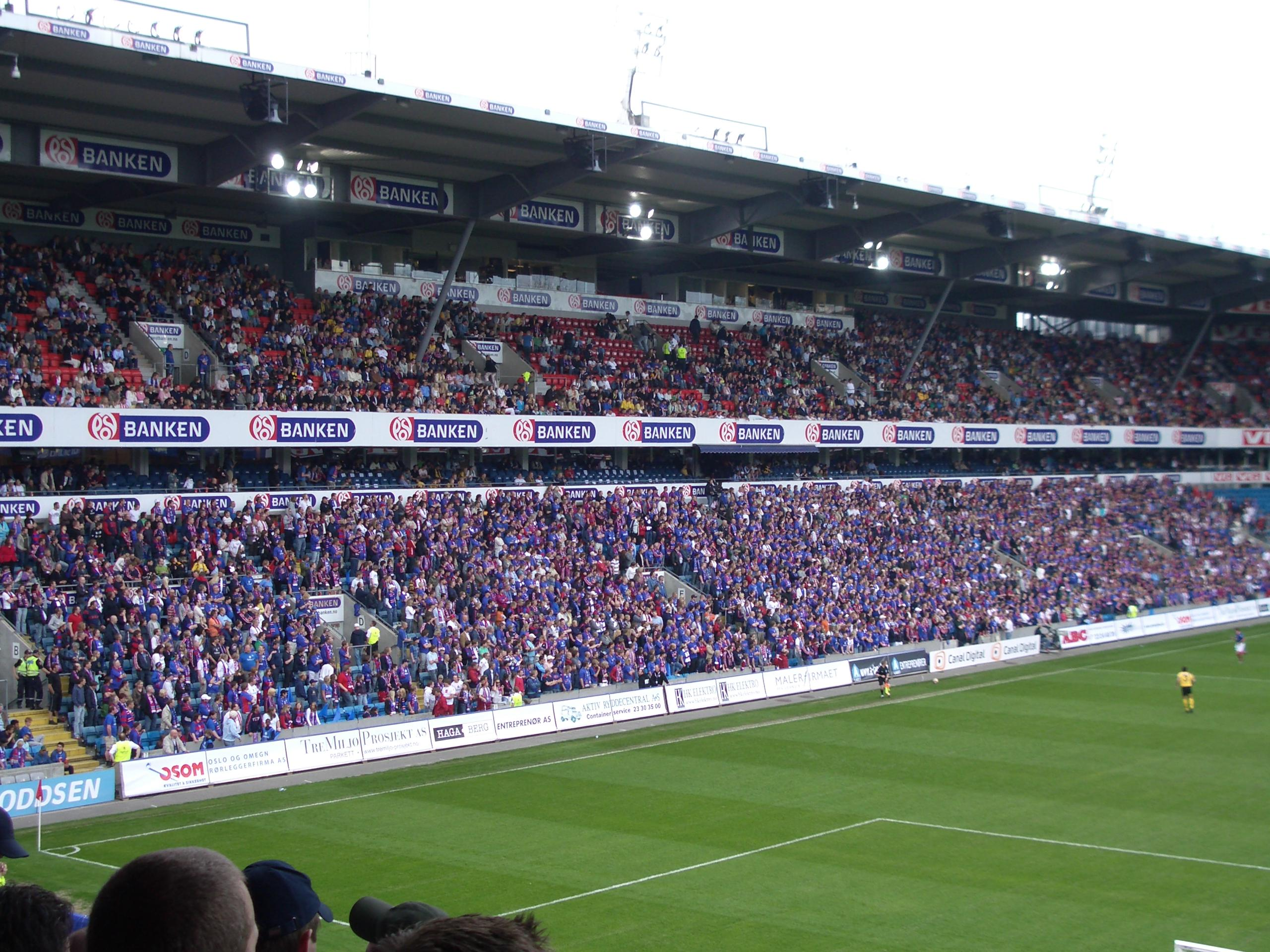
Die Gegentribüne im Mai 2006
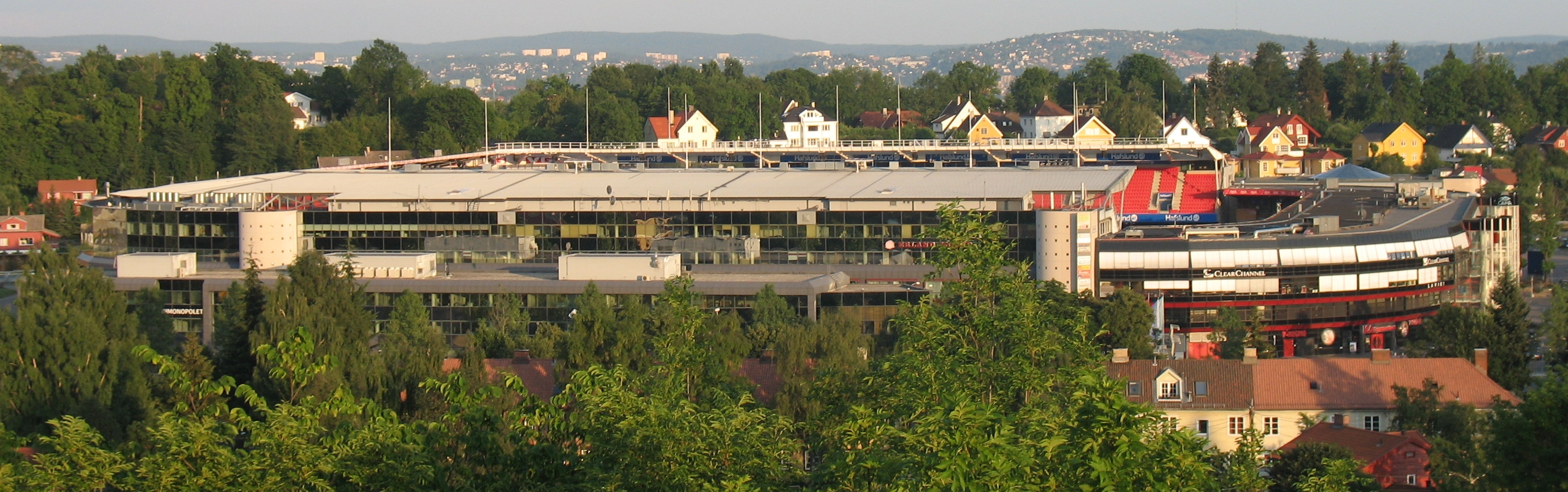
Außenansicht des Ullevaal-Stadions im Juli 2006
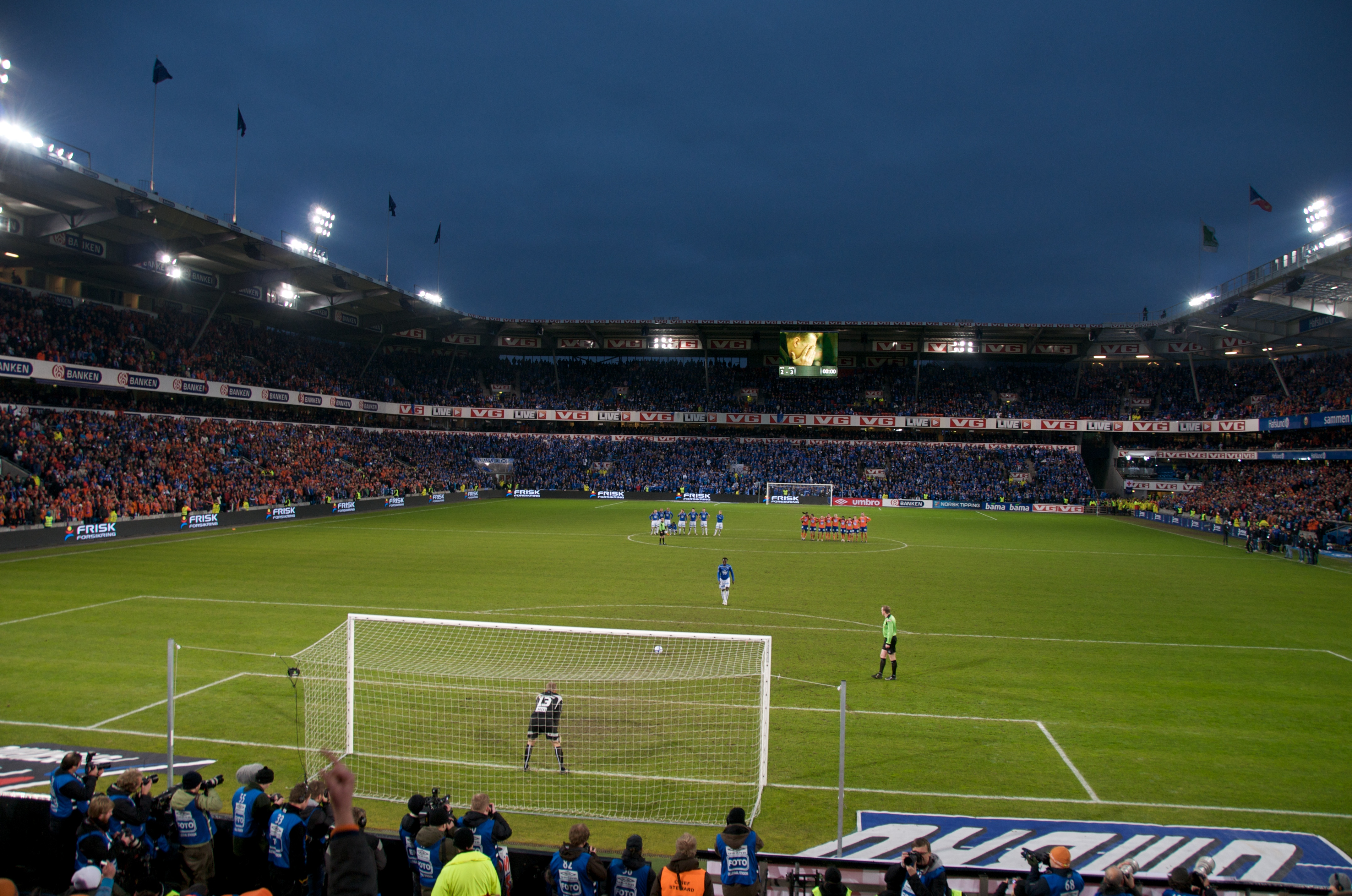
Pokalfinale im November 2009: Elfmeterschießen zwischen Aalesunds FK und Molde FK (5:4 i. E.)